# Miroslav Rada
Miroslav Rada (Ústí nad Labem, 1976. augusztus 6. –) cseh labdarúgó.

## Pályafutása

### Klubcsapatokban
Rada a cseh Sparta Praha akadémiáján nevelkedett, a felnőtt csapatban 1995 és 1996 között nyolc mérkőzésen szerepelt. 1997 és 2003 között a cseh élvonalbeli Teplice csapatában több mint száz alkalommal lépett pályára bajnoki mérkőzésen. A 2003-2004-es szezonban szülővárosa klubjában, az FK Ústí nad Labem csapatában futballozott. A 2004–2005-ös szezonban öt alkalommal lépett pályára az élvonalban a Vasas csapatában. 2005-től alacsonyabb osztályú német csapatokban futballozott, 2009-ben vonult vissza az aktív labdarúgástól.

### Válogatott
Tagja volt az 1993-as U17-es labdarúgó-világbajnokságon negyeddöntős csehszlovák csapatnak.